# Tàngara bruna
La tàngara bruna (Orchesticus abeillei) és un ocell de la família dels tràupids (Thraupidae) i única espècie del gènere Orchesticus Cabanis, 1851.

## Hàbitat i distribució
Habita els boscos del sud-est de Brasil.